# Sparagmos

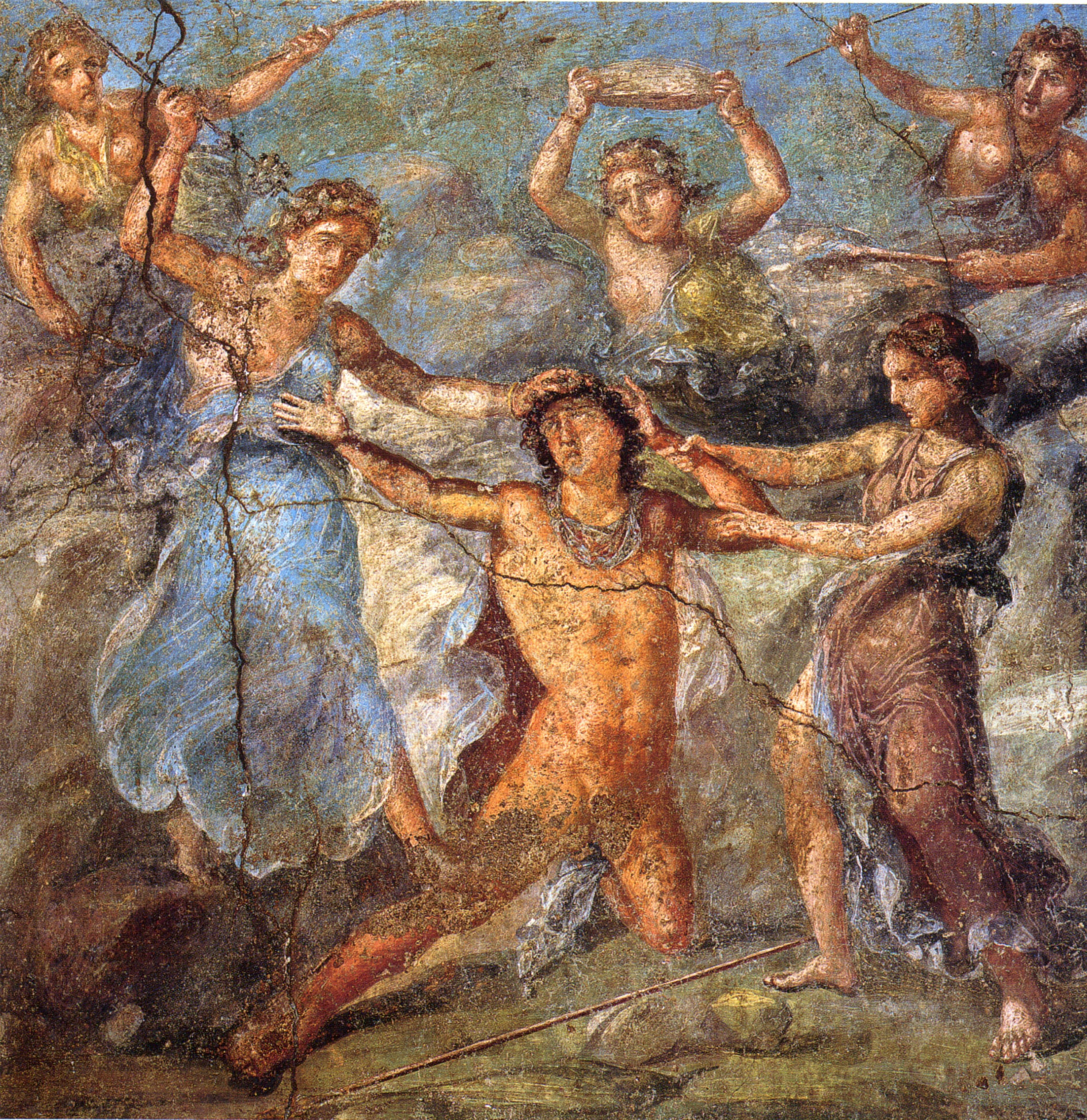
Mênades atacando Penteu (pintura de muro romana da Casa dos Vécios, Pompeia)

Sparagmos (em grego clássico: σπαραγμός, de σπαράσσω sparasso, "rasgar, despedaçar, fazer em pedaços") é um ato de rasgar, dilacerar ou mutilar, geralmente em um contexto dionisíaco.
No rito dionisíaco representado no mito e na literatura, um animal vivo, ou às vezes até um ser humano, é sacrificado ao ser desmembrado. Sparagmos era frequentemente seguido de omofagia (comer a carne crua do desmembrado). Está associado às mênades ou bacantes, seguidores de Dioniso, e aos mistérios dionisíacos.
Exemplos de sparagmos aparecem na peça As Bacantes, de Eurípides. Em uma cena, guardas enviados para controlar as mênades as testemunham despedaçando um touro vivo com as mãos. Mais tarde, depois que o rei Penteu proibiu a adoração de Dioniso, o deus o atrai para uma floresta, para ser despedaçado membro por membro pelas mênades, incluindo sua própria mãe, Agave. De acordo com alguns mitos, Orfeu, considerado um profeta da religião órfica ou báquica, morreu quando foi desmembrado por mulheres trácias furiosas.

## Medeia
Diz-se que Medeia matou e desmembrou seu irmão enquanto fugia com Jasão e o velo roubado para atrasar seus perseguidores, que seriam obrigados a recolher os restos mortais do príncipe para o enterro. O cineasta italiano Pier Paolo Pasolini encenou um ritual de sparagmos como parte de uma longa sequência perto do início de seu filme Medeia (1969), antes de dramatizar o episódio em que Medeia mata seu irmão de forma semelhante.

## Literatura moderna e teoria
Interpretando o ritual através das lentes do complexo de Édipo freudiano, Catherine Maxwell identifica o sparagmos como uma forma de castração, particularmente no caso de Orfeu.
Historicamente, presume-se que as mulheres que celebravam os ritos de Dioniso não desmembravam animais nem comiam carne crua, embora se acredite que esses atos ainda tivessem alguma base no ritual mênádico.
Na literatura contemporânea, isso é usado na peça de Tennessee Williams, Suddenly Last Summer.
Sparagmos também é brevemente mencionado em The Secret History, de Donna Tartt.
Camille Paglia, em sua polêmica pesquisa sobre Personas Sexuais da cultura ocidental, usa sparagmos para descrever a violência dilacerante em várias obras, incluindo As Bacantes, filmes de terror contemporâneos, Wuthering Heights de Emily Bronte, e um poema de Emily Dickinson.
Sparagmos é um tema central em A Primeira Morte, de Dimitris Lyacos, que narra os tormentos de um protagonista mutilado preso em uma ilha. O livro baseia-se no desmembramento de Dionísio, bem como nos antigos rituais e práticas gregas.
Na Antropologia Generativa de Eric Gans, sparagmos é um componente-chave do hipotético "evento originário" que marca o nascimento da linguagem e da cultura humanas. Ele ocorre como uma liberação violenta de tensão mimética após o primeiro uso de um signo, envolvendo o desmembramento e o consumo de um objeto central designado como sagrado. Este conceito integra a violência sacrificial na teoria da origem da linguagem, mostrando como a representação simbólica e a ação ritualizada simultaneamente expressam e contêm a violência de grupo.